# Rozhledna v Nouzově
Cimrmanova rozhledna v Nouzově nebo také Cimrmanova nejnižší rozhledna na světě je dřevěná turistická rozhledna v Nouzově v místní části Semil.
Rozhlednu postavil místní občan a cimrmanolog Rudolf Farský st. v roce 2005. Rozhledna je nejnižší Cimrmanovou rozhlednou na světě, výška vyhlídkové plošiny činí - 0,1 m pod terénem.
Po poškození od orkánu Kyrill i opotřebení díky povětrnostním podmínkám v dané lokalitě byla v letech 2020 opravena a v roce 2021 provedena celková rekonstrukce rozhledny a provedena úprava jejího okolí. Také si zde můžete vyzkoušet prototyp Cimrmanova dalekohledu na pohled někam jinam, podívat se na památnou lípu, pyramidu označující střed světa podle Járy Cimrmana, spatřit JÁTYho, zmrzlého poručíka biologie Berana (odhalil významný cimrmanolog Miloň Čepelka), brusle, které Jára Cimrman pověsil na hřebík, vystavena je i část oplůtku původní rozhledny a vyzkoušet si můžete i telefonní budku Luxafon, která umí vytvářet elektrický proud a která je propojena s nedaleko od ní umístěnými řídítky (Vyděržaj pianěr). O vánočních svátcích rozsvěcuje i zde umístěný vánoční stromek.
Z rozhledny je výhled na město Semily a jeho blízké i vzdálené okolí: Ještědsko-kozákovský hřbet, Kozákov s jeho rozhlednou, Ještěd, Jizerské hory, Český ráj, Krkonoše aj.

## Galerie

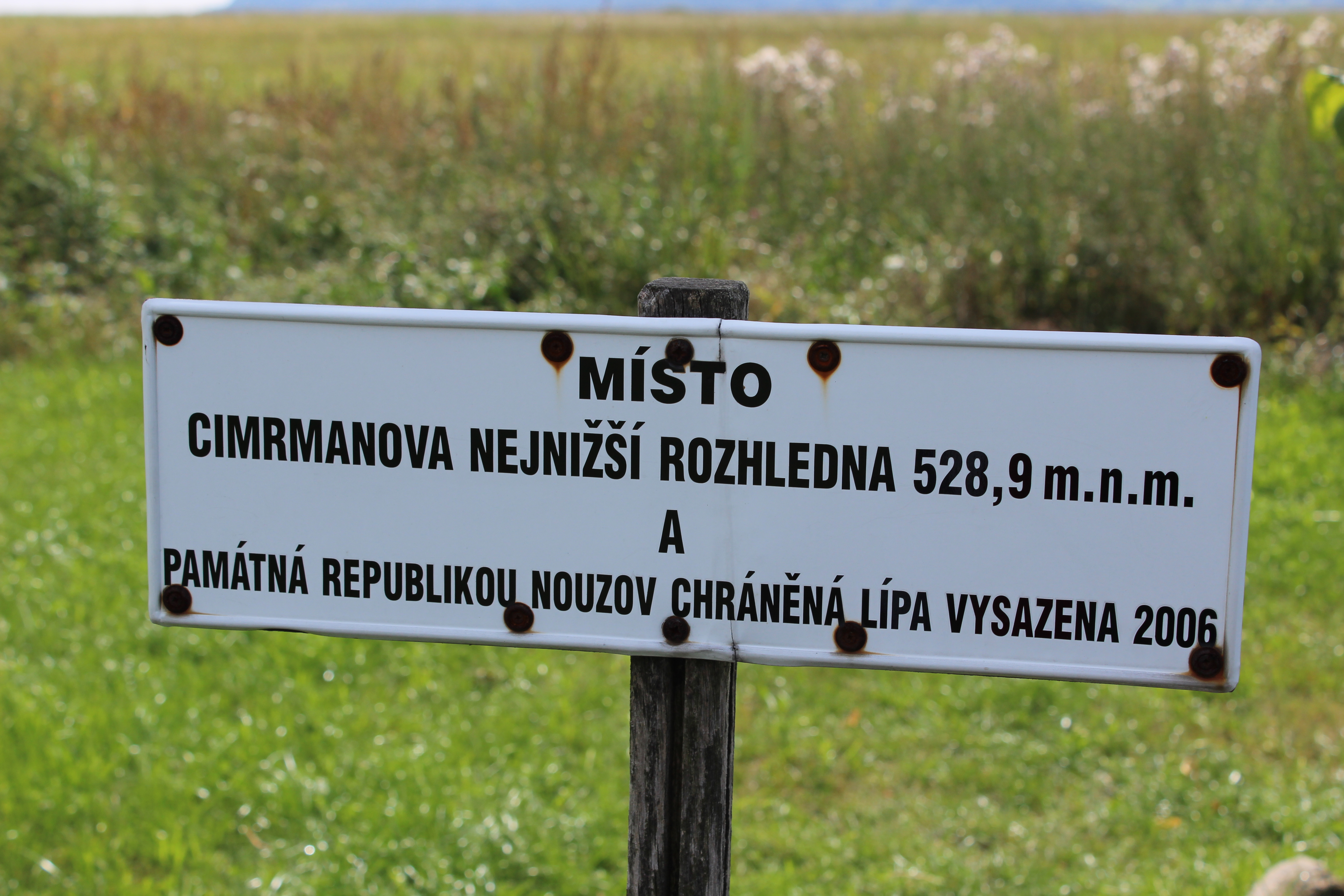
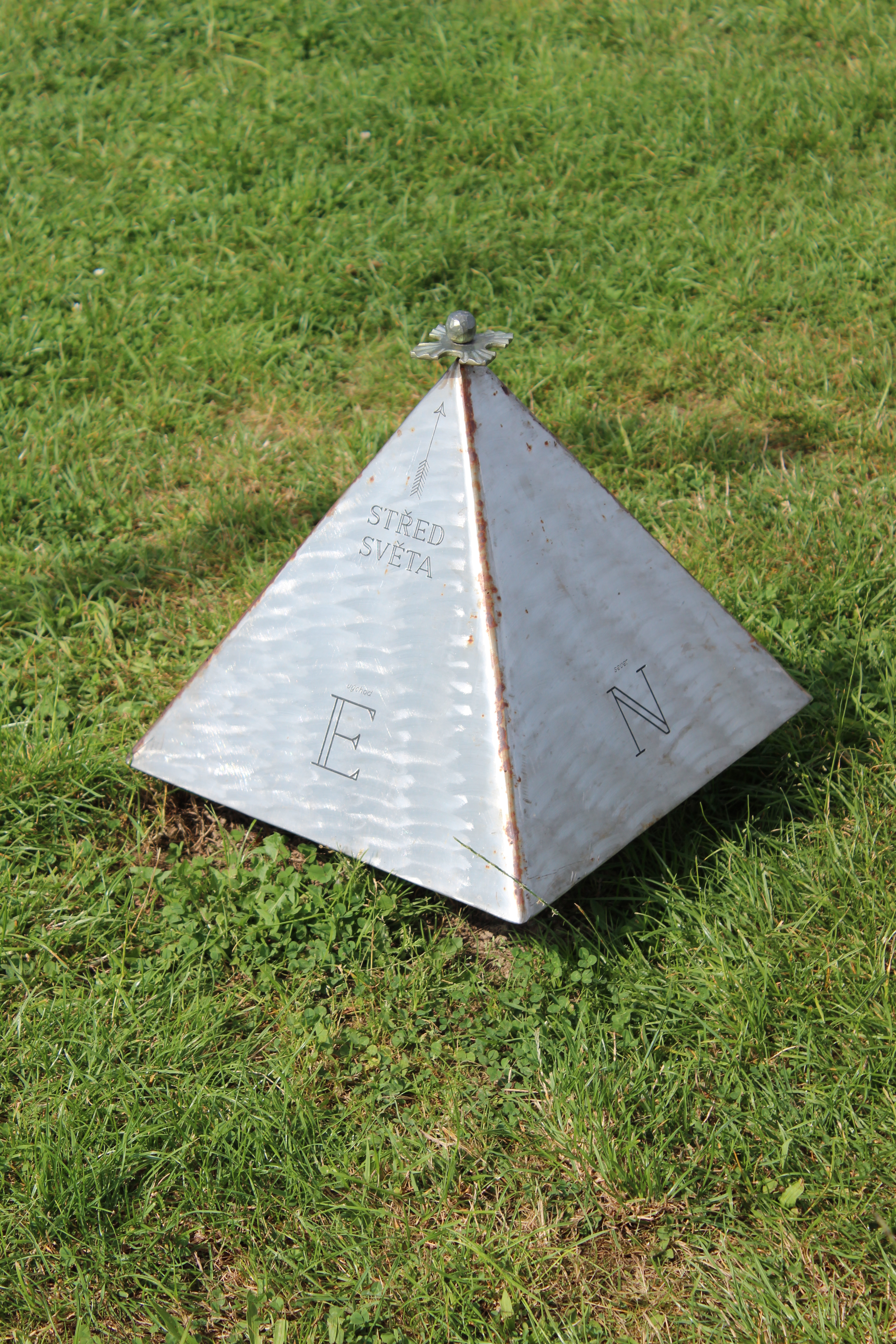
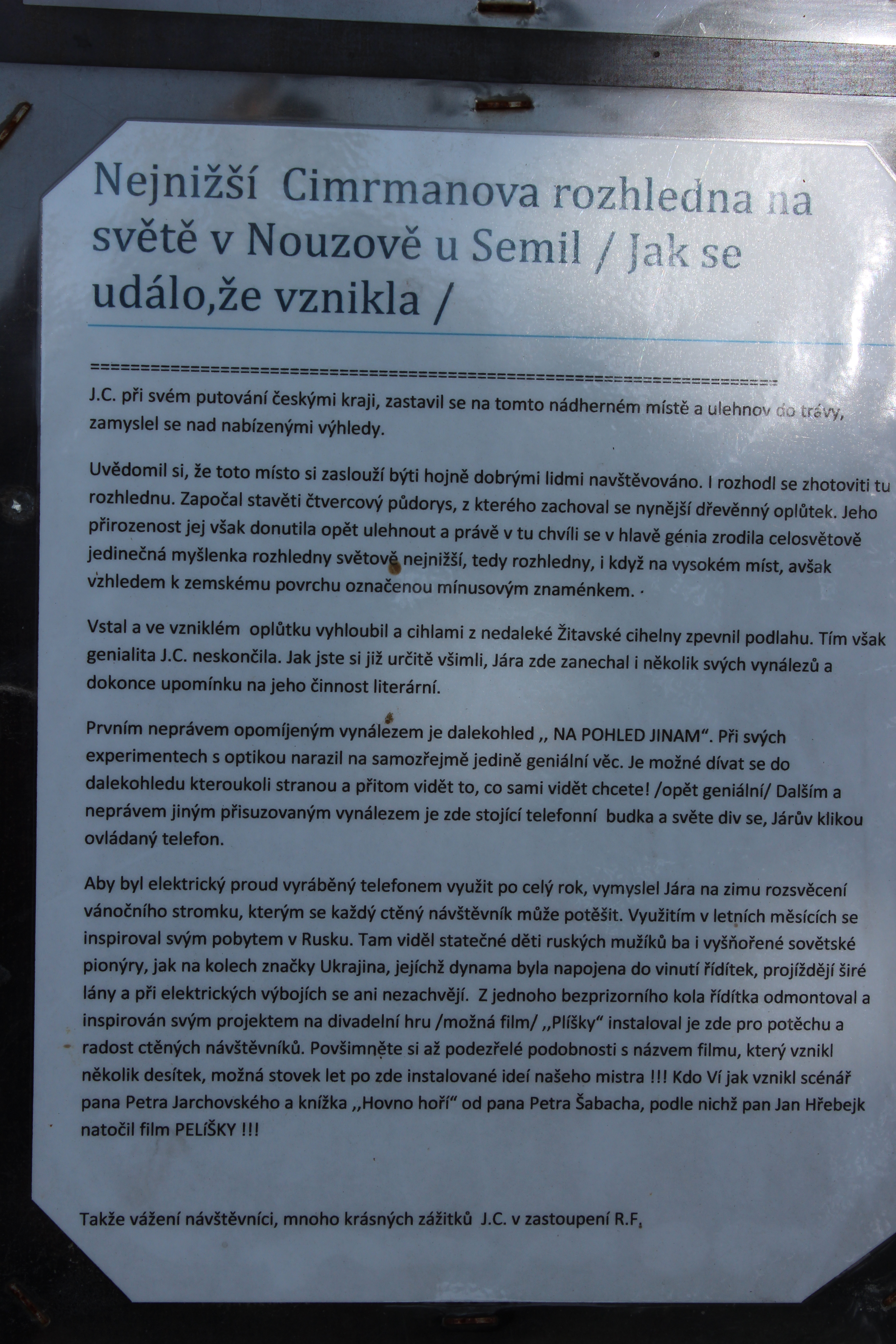
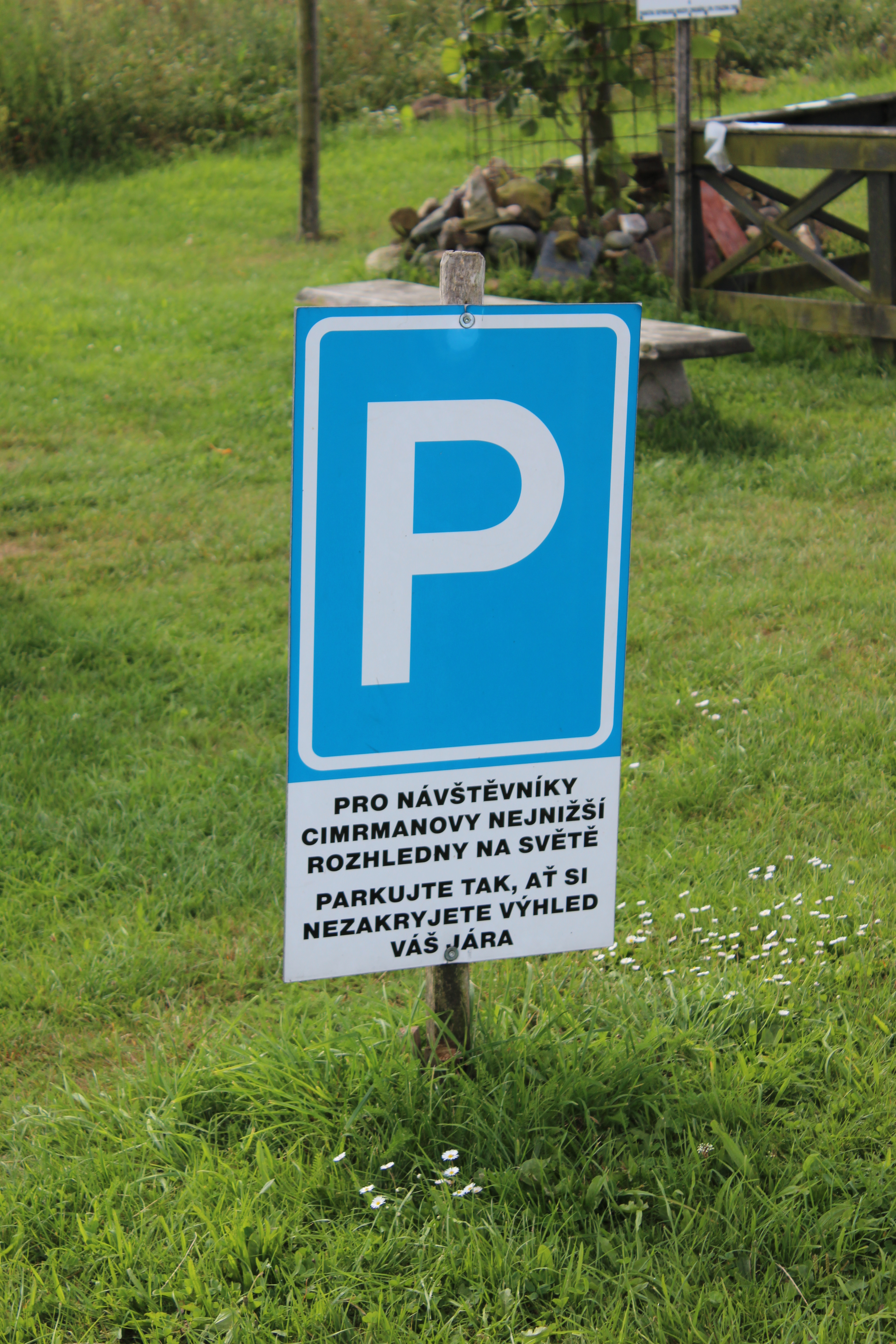
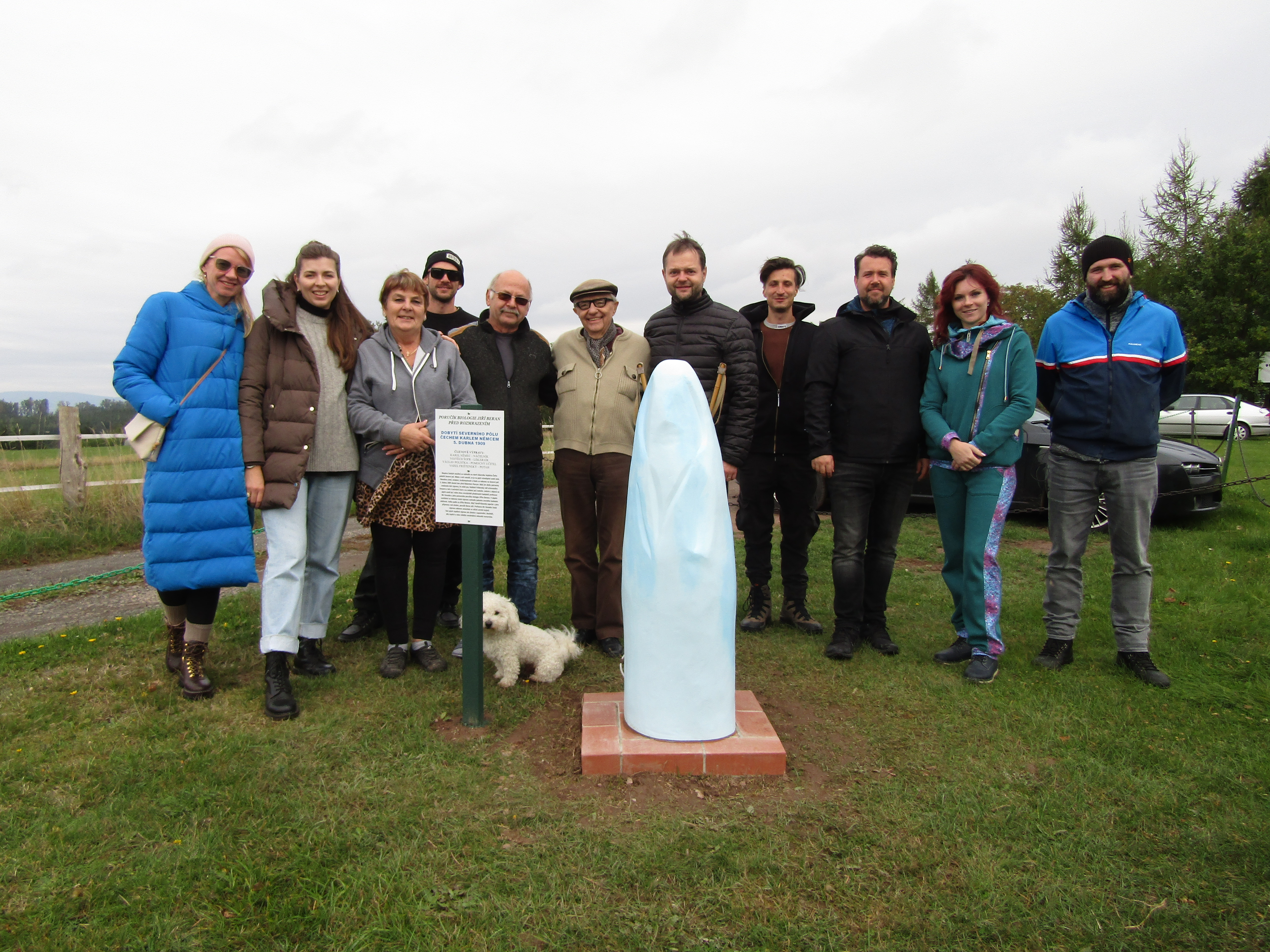
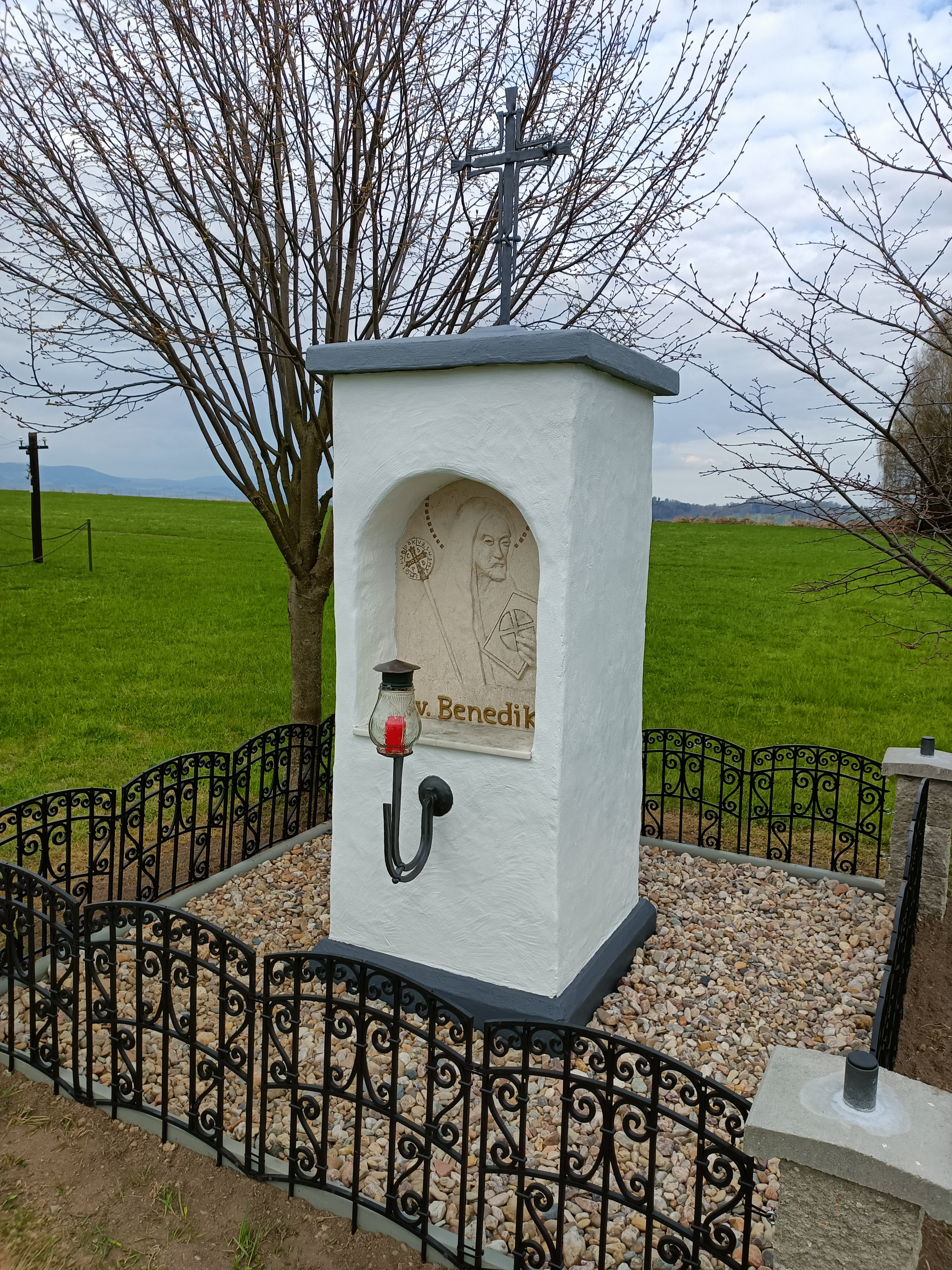
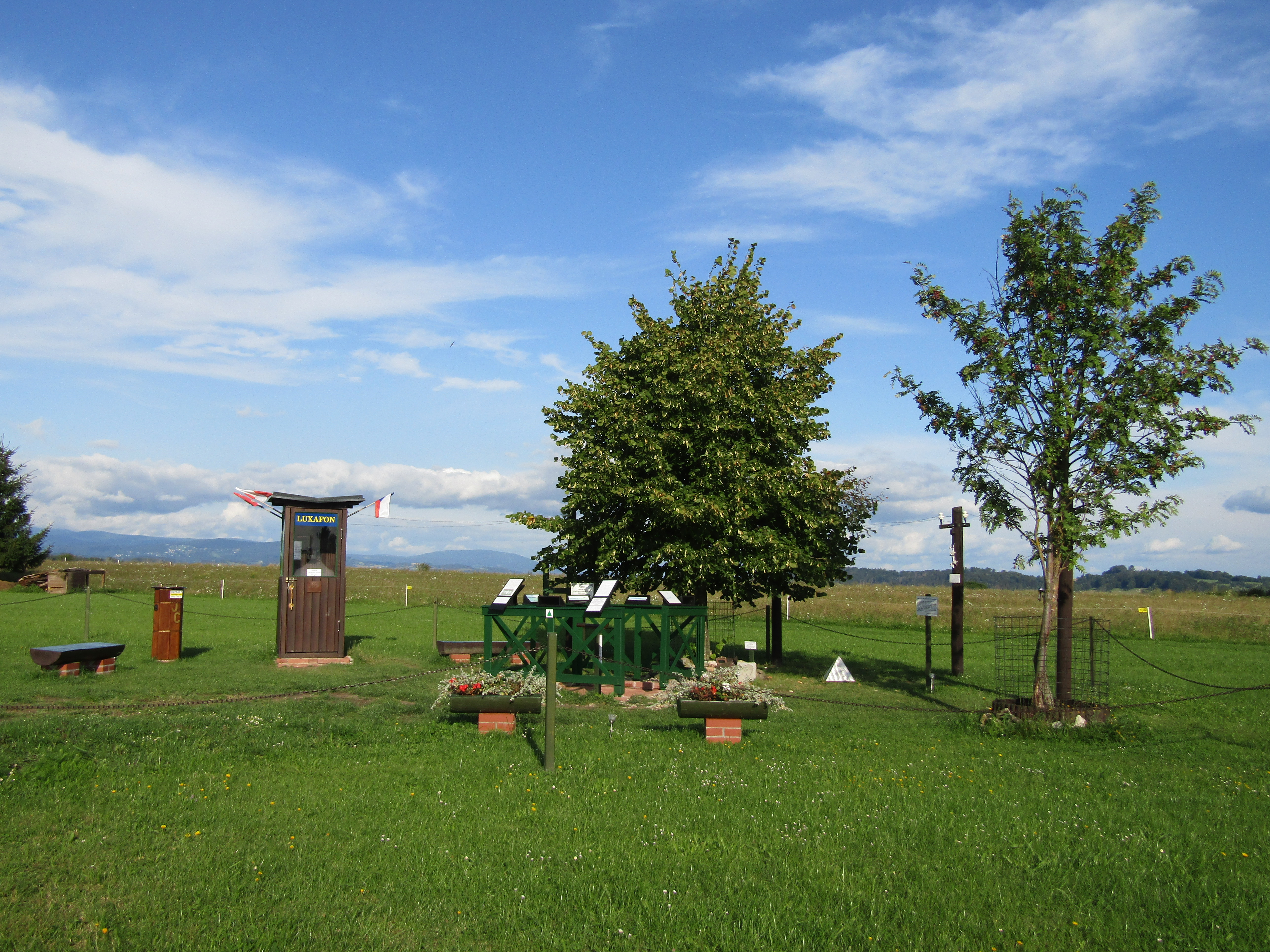
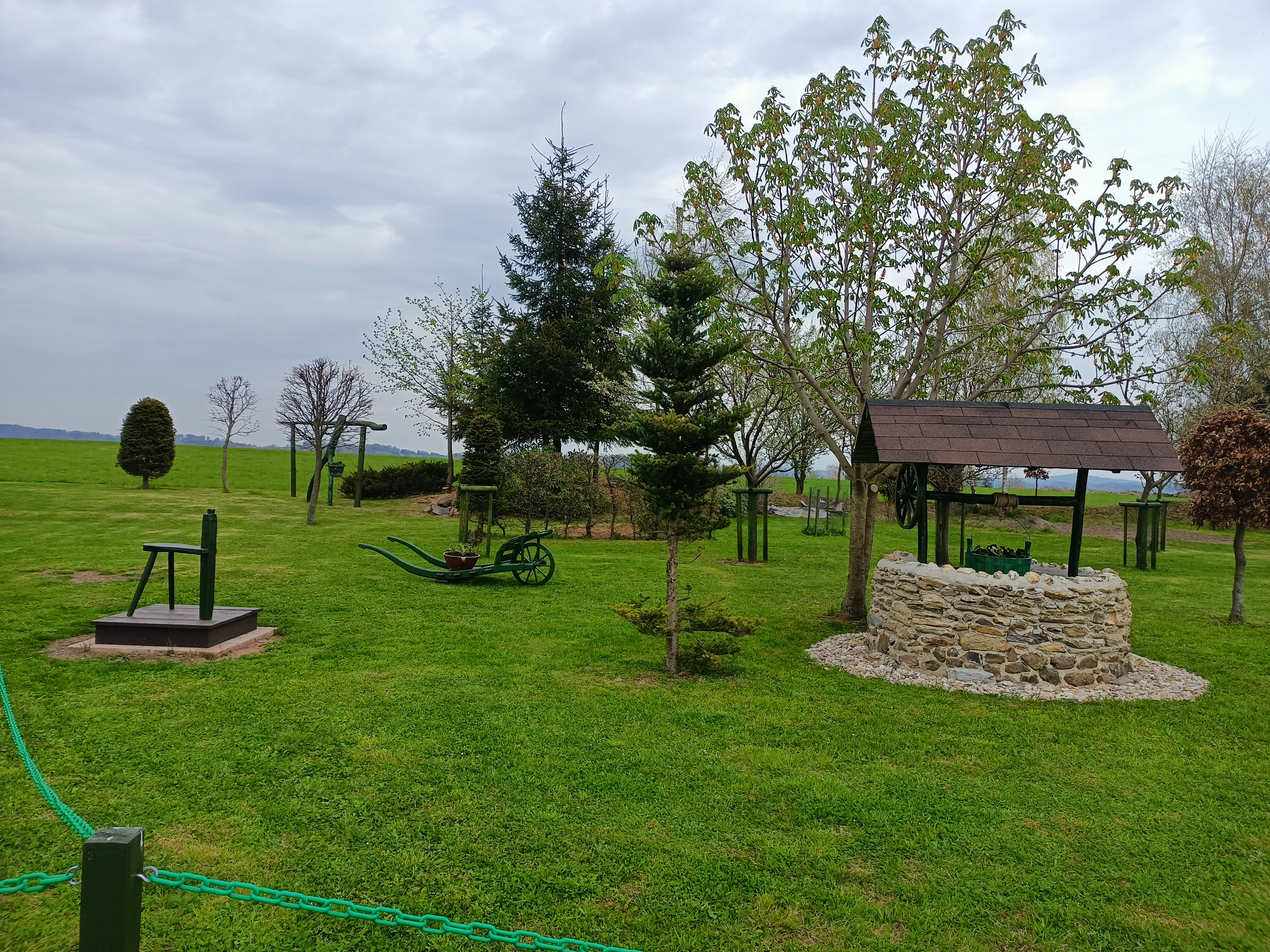
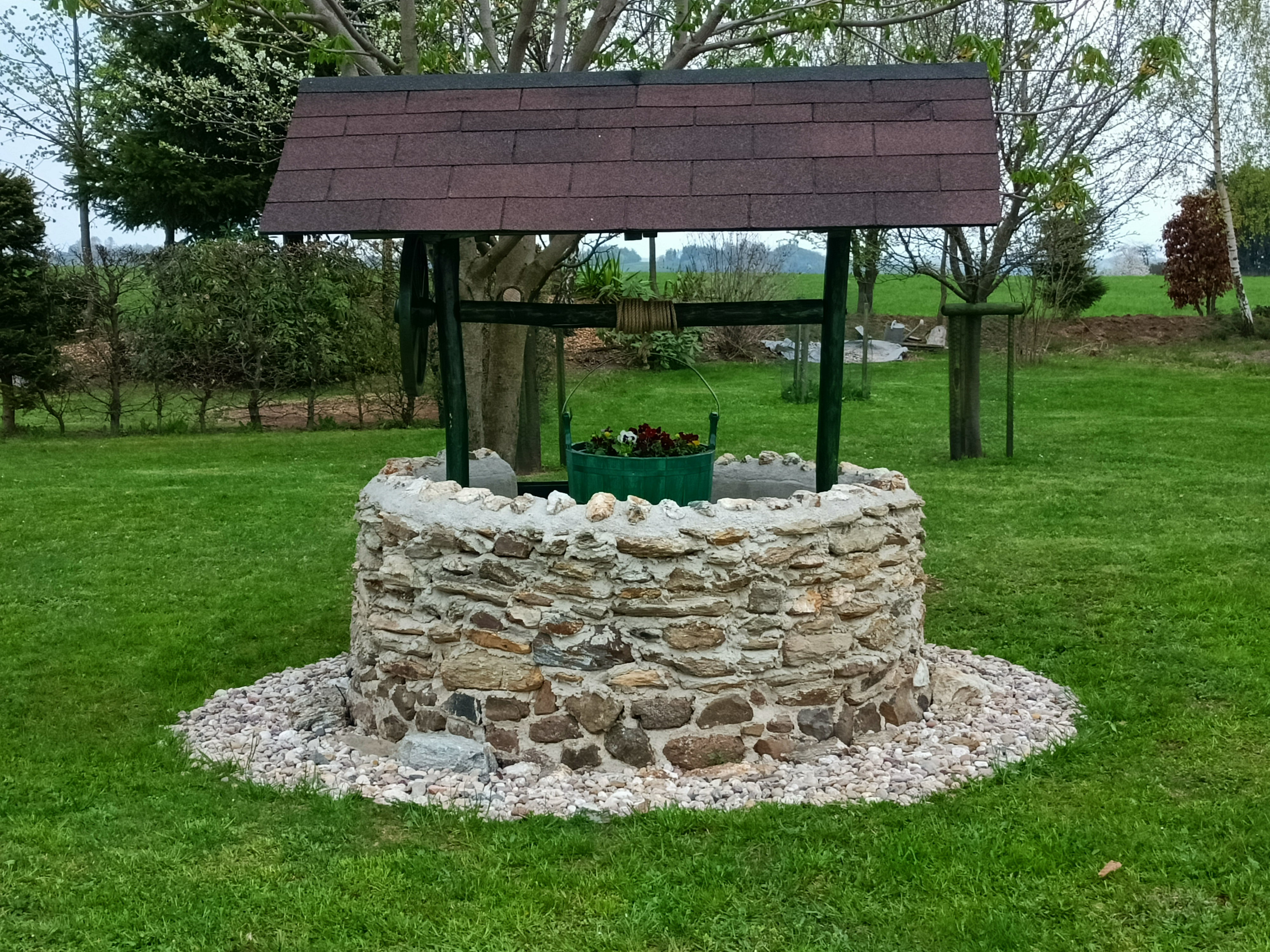
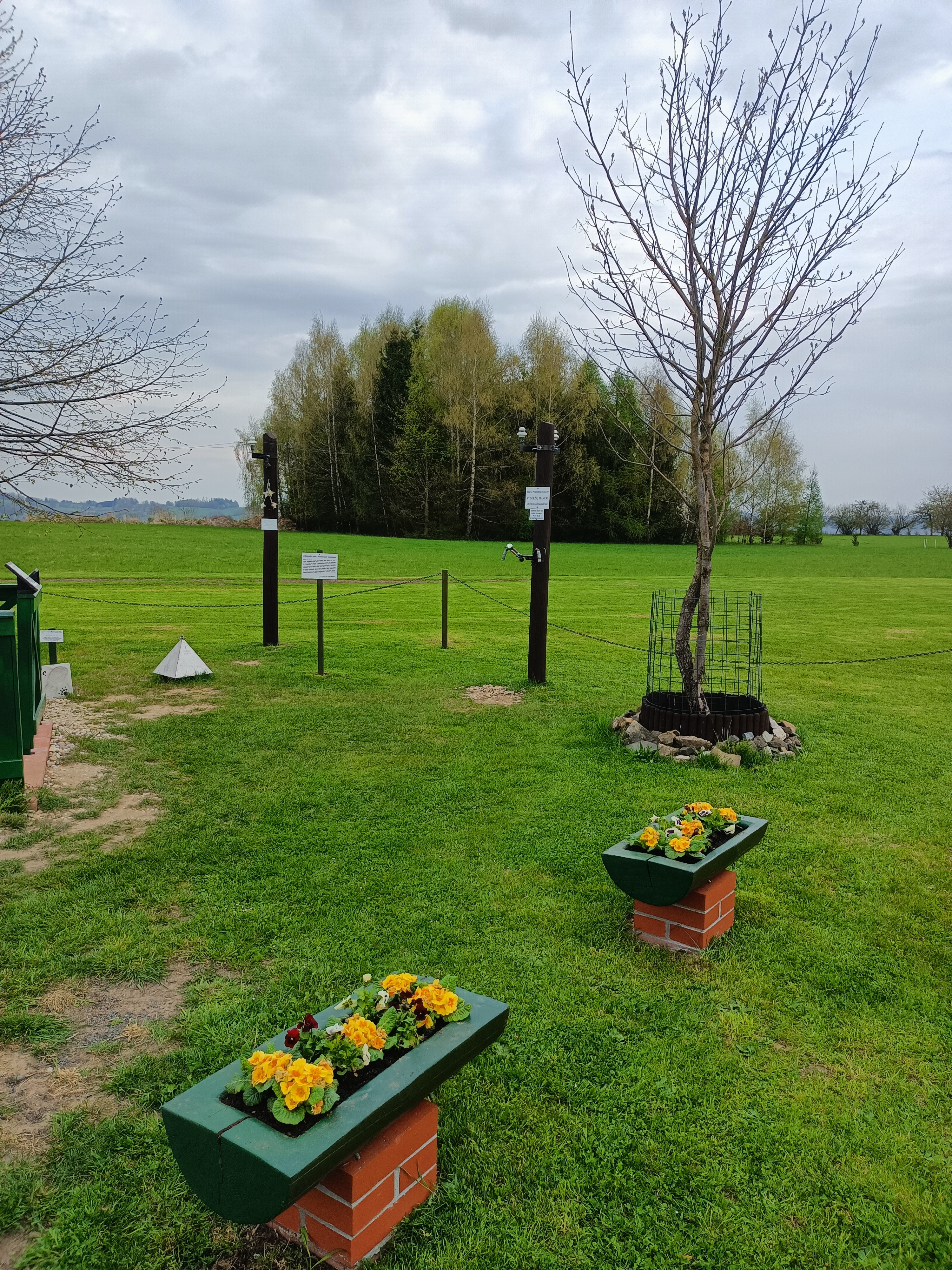
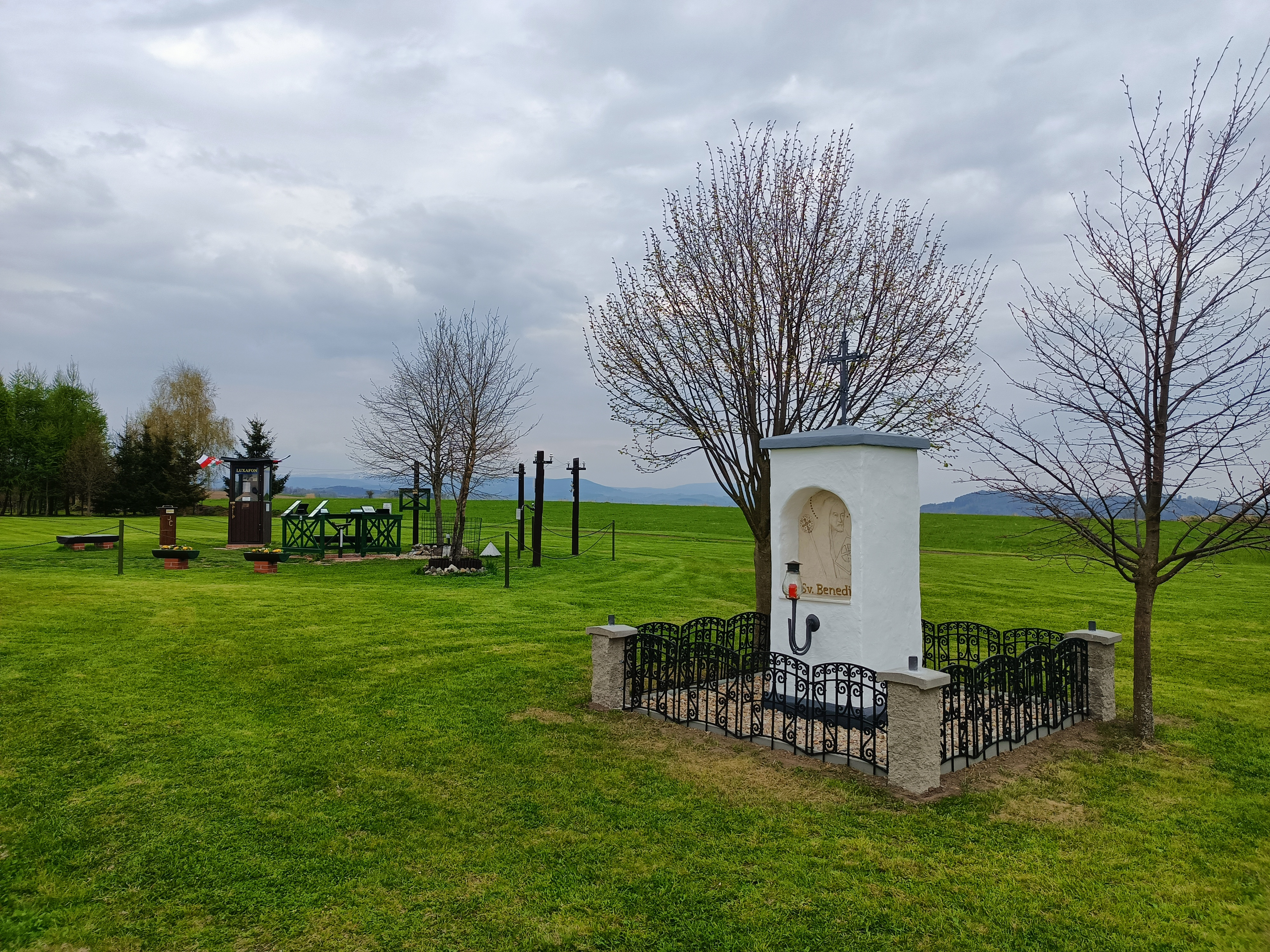
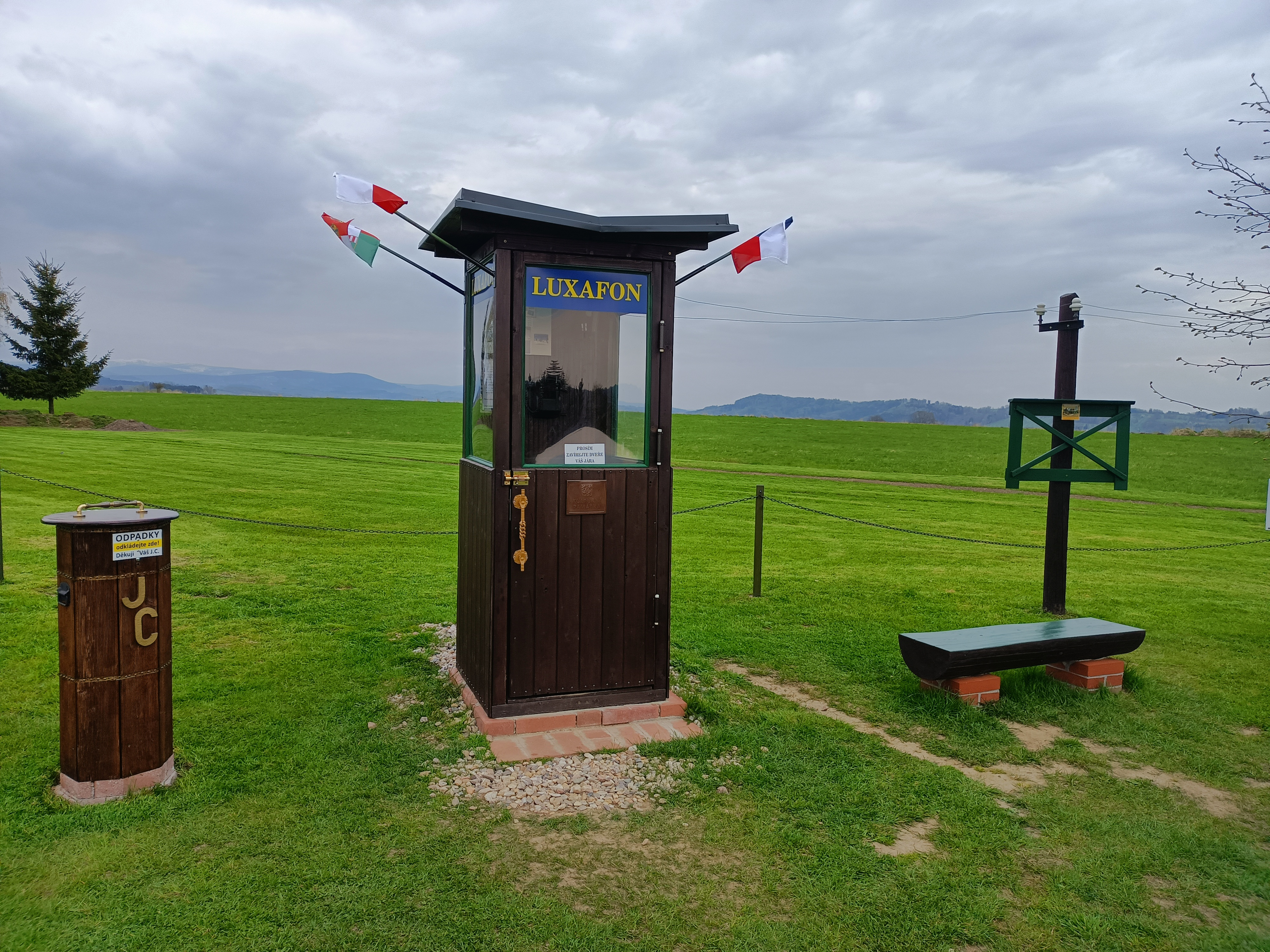
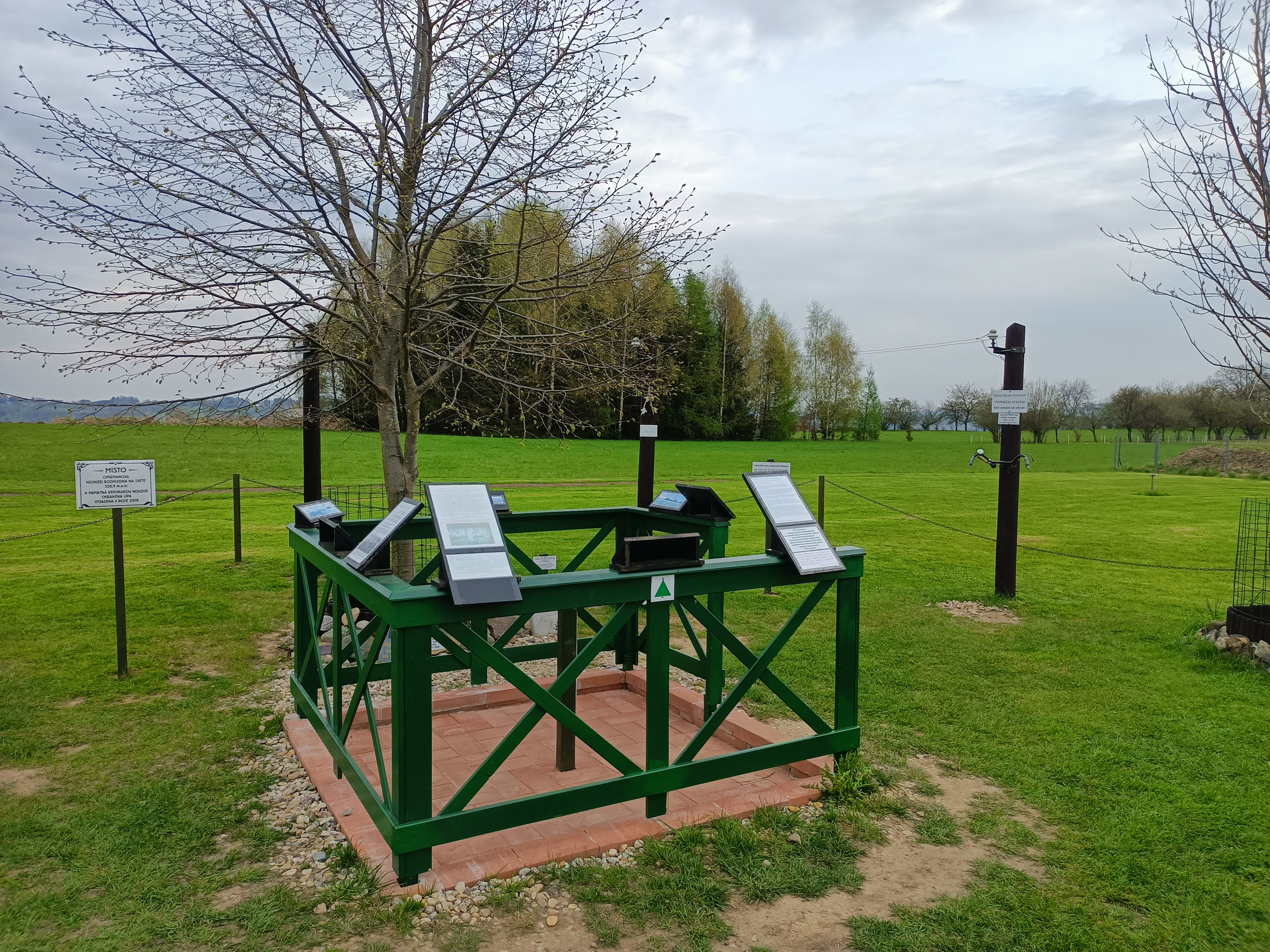
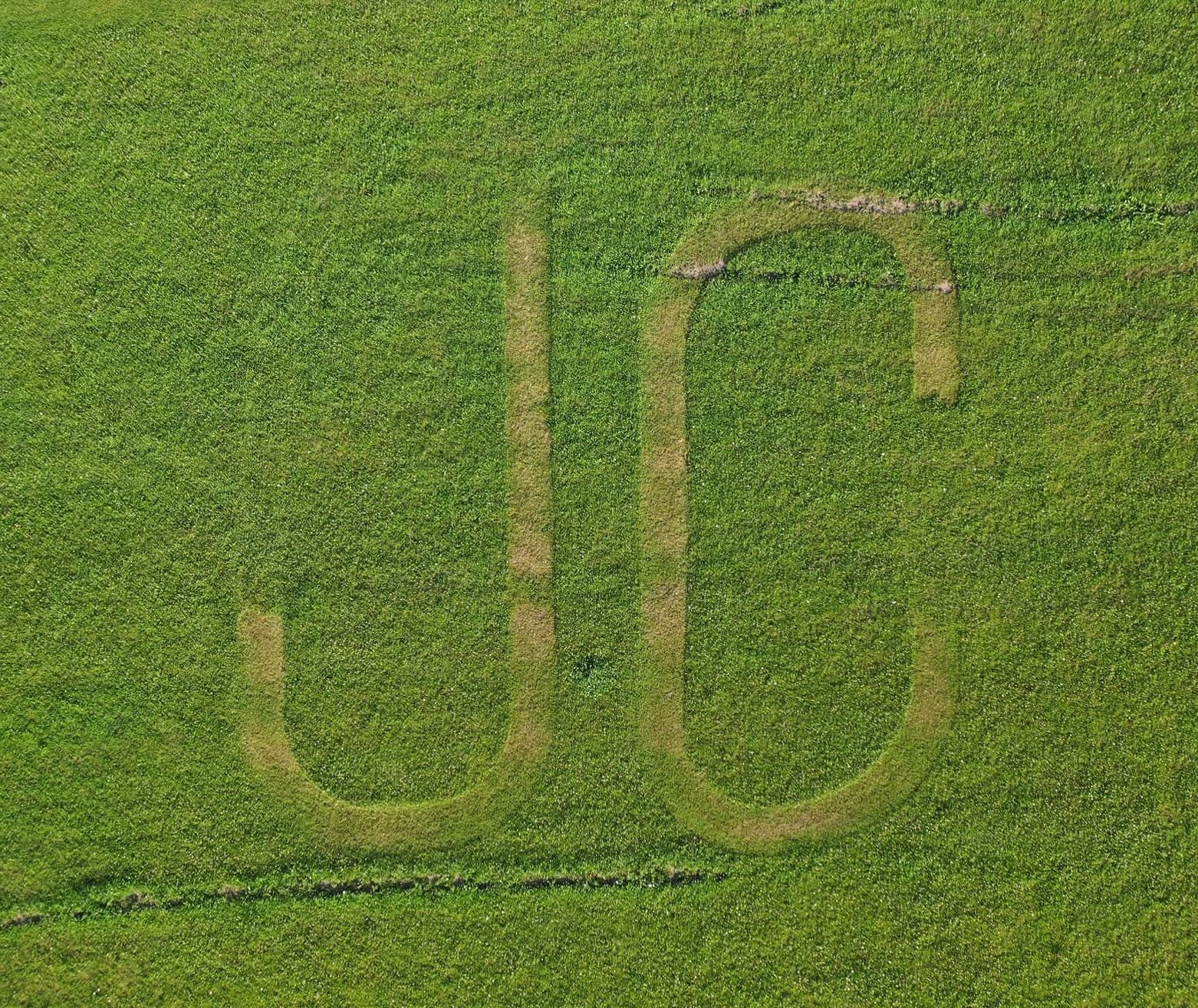
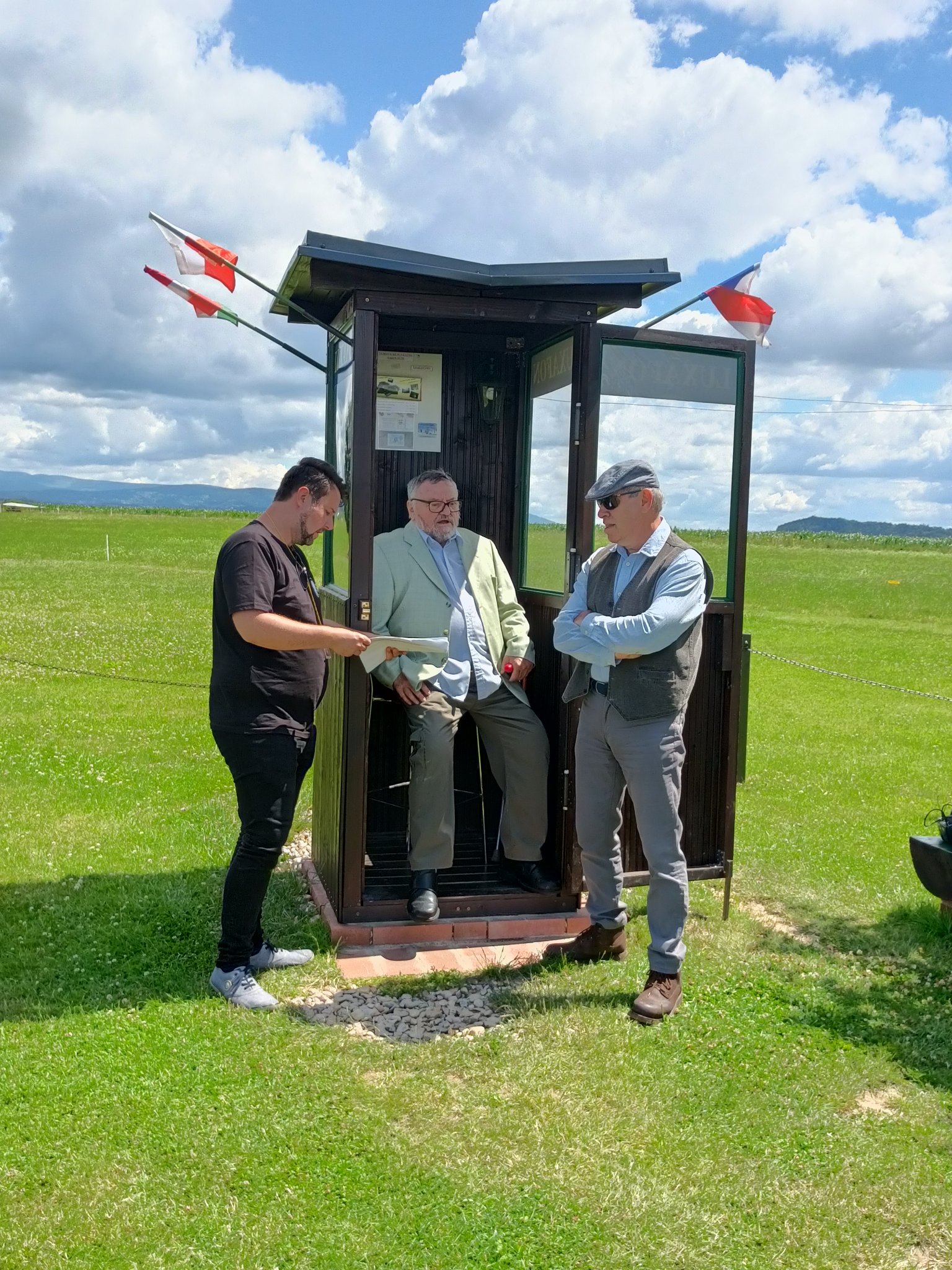
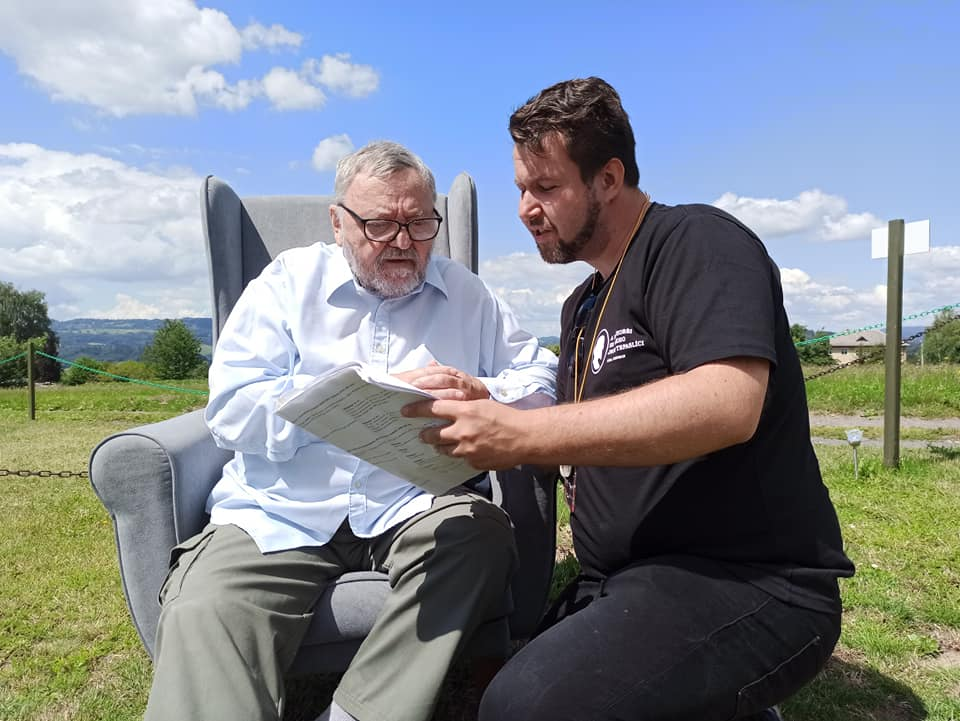
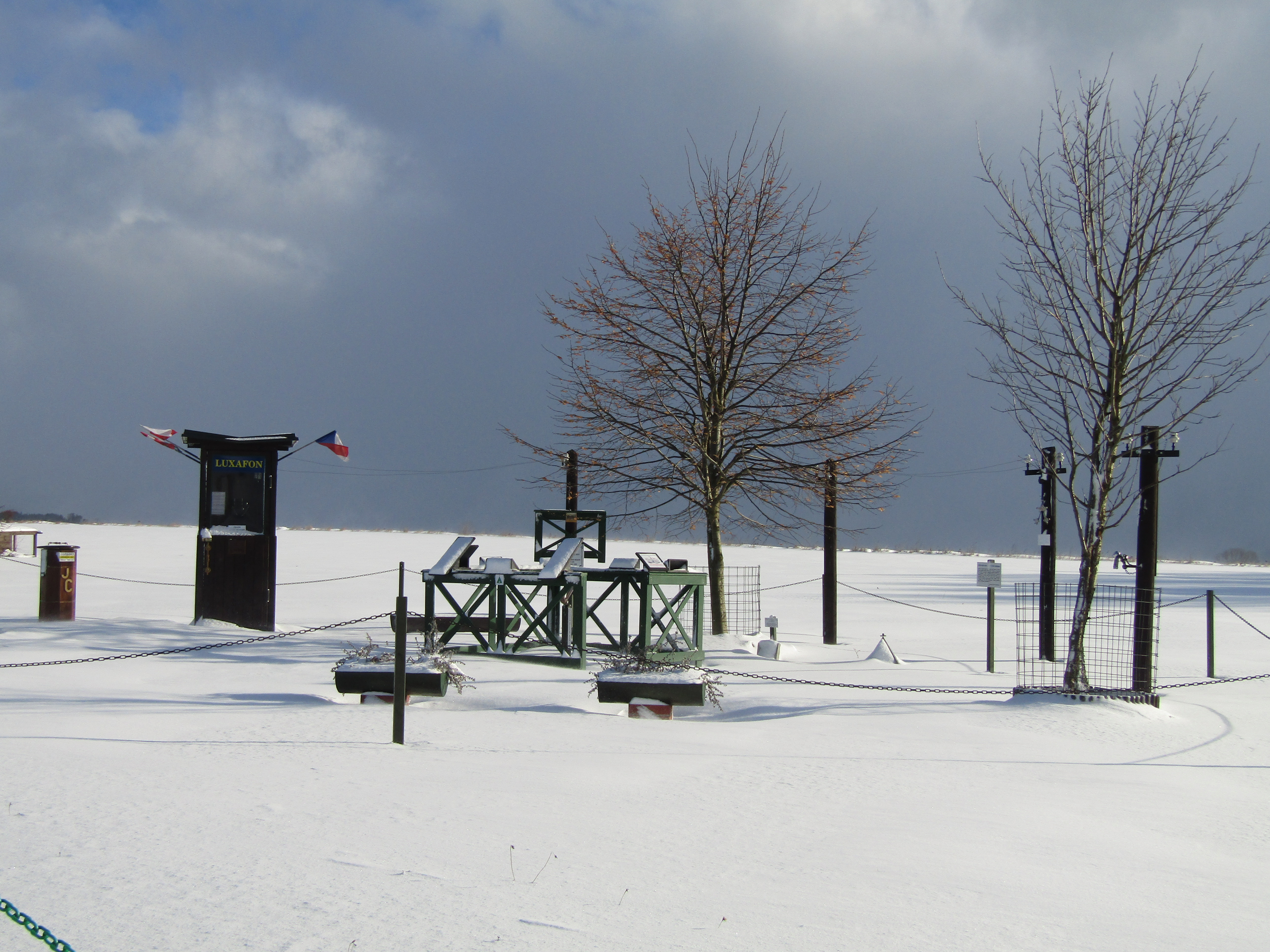
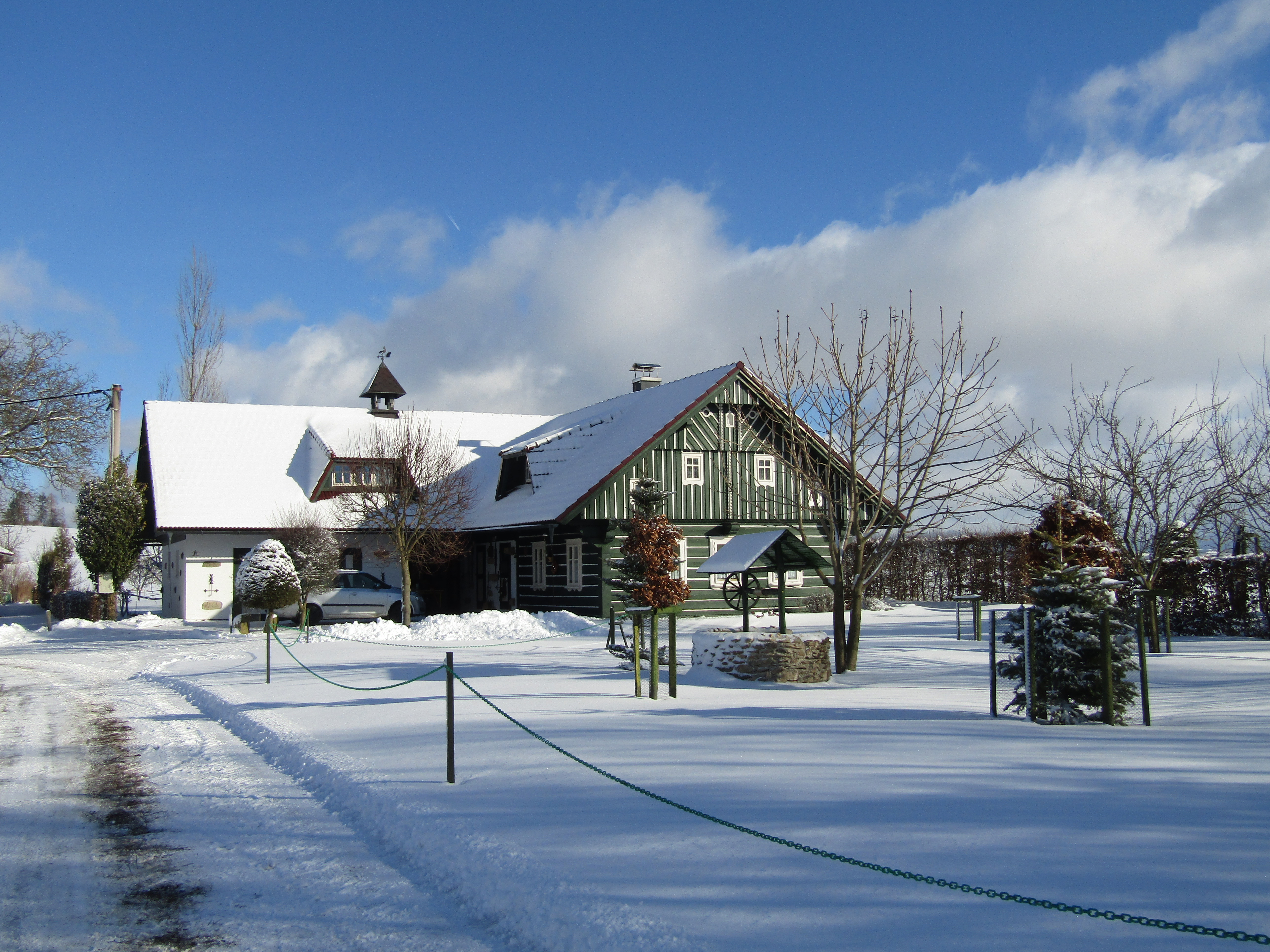